# زنقاحة
زنقاحة-الخوالدة - هي قرية من قري ولاية الجزيرة في السودان تقع ضمن محلية جنوب الجزيرة، وتبعد حوالي 34 كيلومتر عن مدينة ودمدني عاصمة الجزيرة. الطريق بينها ومدينة ودمدني فيه حوالي 30 كيلومتر من الاسفلت (طريق مدني المناقل)، و4 كيلومتر طريق تحت الإنشاء، ويسكن بها حوالي 3500 نسمة. الحرفة الغالبة لأهلها هي الزراعة، فهي جزء من المنطقة المروية في مشروع الجزيرة. أكبر مشروع زراعي تحت إدارة موحدة في العالم. توجد بها مدرسة أساسية مختلطة، ومدرسة ثانوية مزدوجة، ومركز صحي، وبها مسجدين
```
، وعدد بيارتين لتوفير الماء النقي.يمتاز اهلها بالكرم وحلوة المعشر
```

زنقاحة من اين جاء الاسم ؟
زنقح بمعي ارتفع وهي منطقة مرتفعة لذا سميت زنقاحة . حسب روية سكان المنطقة
وفي رواية اخري يقال ان اسمها ذو الواحة